# Kościół św. Wojciecha w Szymbarku
Kościół świętego Wojciecha – rzymskokatolicki kościół filialny należący do parafii Matki Bożej Szkaplerznej w Szymbarku.
Jest to świątynia wzniesiona w 1782 roku i ufundowana przez Tadeusza Siedleckiego na miejscu poprzedniego kościoła. Była wielokrotnie remontowana m.in. w 1934 roku, kiedy zostało wymienione pokrycie dachowe oraz w 1970 roku.
Budowla jest drewniana i posiada konstrukcję zrębową, pobita i pokryta jest gontem. Składa się z nawy i węższego prezbiterium, zamkniętego trójbocznie, przy którym od strony północnej jest dobudowana murowana zakrystia. Przy nawie od strony zachodniej i południowej znajdują się dwie kruchty. Fasada jest ozdobiona późnobarokowym szczytem falistym posiadającym spływy wolutowe. Świątynię nakrywają dachy dwuspadowe, nad nawą znajduje się wieżyczka na sygnaturkę. Wnętrze nakrywają płaskie stropy. Polichromia o charakterze figuralnym i ornamentalnym, została namalowana przez Władysława Lisowskiego w 1940 roku.